# Wil Wheaton
Richard William "Wil" Wheaton (Burbank, Califòrnia, 29 de juliol de 1972) és un actor estatunidenc. Es va donar a conèixer com a actor a la pel·lícula Stand by me de (1986) protagonitzant a Gordie Lachance. També destaca el seu paper a la sèrie Star Trek: La nova generació protagonitzant a Wesley Crusher. En els darrers anys ha aparegut puntualment a la sèrie The Big Bang Theory, interpretant-se a ell mateix.

## Biografia
Wil Wheaton va néixer a Burbank, Califòrnia, fill de Richard William Wheaton II i de Debbie O'Connor. Té un germà, Jeremy, i una germana, Amy. Els seus germans apareixen sense acreditar en l'episodi de Star Trek: The Next Generation "When the Bough Breaks". Amy també va aparèixer al costat de Wil en The Curse.
Wheaton es va casar amb Anne Prince el 1999. Viu amb la seva esposa i els seus dos fillastres, Nolan i Ryan, a Pasadena, Califòrnia Quan un dels seus fillastres va complir 18 anys, li va demanar a Wheaton que l'adoptés legalment, i va acceptar.
Va realitzar la seva aparició artística en el telefilm A Long Way Home (1981), però el seu primer paper conegut va ser com Gordie LaChance en Compta amb mi (1986), l'adaptació de la novel·la The Body de Stephen King. El 1991 va interpretar Joel Trotta en la pel·lícula Toy Soldiers.
Entre 1987 i 1990 va interpretar l'alferes Wesley Crusher en la sèrie Star Trek: The Next Generation durant les seves primeres quatre temporades.
Com a molts actors populars de la sèrie de Star Trek, gran part de la carrera de Wheaton ha estat orientada en funció de la seva aparició en la sèrie. Durant la seva joventut va ser un convidat destacat en les convencions de Star Trek i va ser una figura molt popular en les revistes adolescents.

Encara que el personatge de Wesley Crusher de Star Trek, i per extensió el propi Wil Wheaton, va ser una figura “odiada” i “menyspreada” d'una banda dels fans de la sèrie (“trekkies”) durant la primera temporada de The Next Generation, Wheaton ha explicat que es va limitar a interpretar el seu guió i que a ell tampoc li agradava molt el personatge de Wesley Crusher. No obstant això, va gaudir treballant en la sèrie i aprecia als seus companys actors, especialment a Patrick Stewart (Capità Jean Luc Piccard). Wil Wheaton posteriorment va respondre a les crítiques dels afeccionats i fans de la sèrie en una entrevista per WebTalk Radio:
| « | Últimament m'he adonat que la gent realment cruel –com els fans de Usenet- només eren en estadística un nombre insignificant de persones. I sé, a partir de la gent amb la qual he intercanviat correus electrònics per internet a la meva pàgina web i gent amb la qual he parlat des que vaig començar a assistir a les convencions de Star Trek en els últims cinc anys, que la veritat és que existeixen moltes més persones que van gaudir amb tota la sèrie, incloent la meva interpretació del personatge [Wesley Crusher] | » |

Després d'abandonar Star Trek, Wil Wheaton es va traslladar a Topeka, Kansas per treballar com a programador informàtic per Newtek, on va ajudar a desenvolupar el Video Toaster 4000 A causa del seu perfil públic i la seva fama, posteriorment va treballar com a publicista per al producte.
El tema de la popularitat de Wil Wheaton entre els fans de Star Trek i la polèmica entorn de Wesley Crusher apareix en molts web còmics. ArcaneTimes Arxivat 2011-07-07 a Wayback Machine. del 25 de març de 2005 ofereix una postura favorable. Something Positive presenta opinions diverses com a part de la història Mike´s Kid: 28 de setembre de 2006- Arxivat 2007-08-13 a Wayback Machine. 30 de setembre de 2006 Arxivat 2007-08-13 a Wayback Machine..
Va ser concursant en un programa temàtic sobre Star Trek en The Weakest Link (El rival més feble) (2001). A la fi de la dècada de 1990, Wil Wheaton va aparèixer en diverses pel·lícules independents, inclosa la guardonada The Good Things, en la qual interpreta a un frustrat treballador d'una cabina de peatge de Kansas que va ser seleccionat com a millor curtmetratge de 2002 del Deauville Film Festival. Aquest mateix any també va rebre el premi al millor actor del Melbourne Underground Film Festival per la seva interpretació en Jane White is Sick and Twiste
Des de setembre de l'any 2006 a setembre de 2007 Wil Wheaton va presentar un vídeo podcast anomenat InDigital juntament amb Jessica Corbin i el veterà presentador Hahn Choi.
Entre els seus últims treballs s'inclouen aparicions com a actor convidat en diverses sèries de televisió, com Numb3rs (23 de novembre de 2007) i Criminal Minds (22 d'octubre de 2008). També ha aparegut en diverses sèries d'internet, incloent un cameo en la comèdia Lock Out per LoadingReadyRun, i Gorgeous Tiny Chicken Machine Show (30 de maig de 2008).
Wil Wheaton també ha treballat com a actor de veu, inclòs el seu paper com a Aqualad en la sèrie animada Teen Titans i la veu del periodista de ràdio Richard Burnes en el popular vídeojoc Grand Theft Acte: Sant Andreas. L'any 2006 va interpretar la veu de Kyle en la sèrie animada Kyle + Rosemary. També ha interpretat la veu de la seva versió animada en un episodi de Family Guy
També va realitzar gags de comèdia i d'improvisació en el ACME Comedy Theater de Hollywood. Treballa amb un grup de comediants anomenat EarnestBorg9 que realitza gags còmics de ciència-ficció en convencions del gènere. També apareix en l'àlbum musical Final Boss de MC Frontalot interpretant-se a si mateix intentant ser un raper amb rimes relacionades amb els mariscs. Wheaton i Frontalot també han aparegut en la Penny Arcade Expo.
Ha aparegut en onze episodis de la sèrie The Big Bang Theory interpretant-se a si mateix primerament en una versió malvada i maquiavèl·lica que no té escrúpols amb tal de burlar-se de Sheldon Cooper (Jim Parsons), per després convertir-se en amics. A partir de juliol de 2010, Wheaton té un paper en la sèrie Eureka, interpretant al Dr. Isaac Parrish, el cap del laboratori d'armes no letals en Global Dynamics i enemic del Dr. Fargo.

### Obra escrita
S'ha convertit en una figura important de la comunitat friqui i nerd, i té el seu propi weblog, Wil Wheaton Dot Net. Gran part de la seva popularitat actual procedeix de la seva obra escrita i dels fans que segueixen admirant el seu treball cinematogràfic i televisiu.
Entre l'any 2001 i finals de l'any 2004 va administrar un fòrum conegut com The Soapbox o Paracosm, com a part del seu bloc. En lloc de ser simplement un fòrum de fans, es va convertir en un lloc on la gent podia reunir-se per parlar sobre diferents temes com a música, llibres, religió, política, jocs, i uns altres; en principi eren temes que interessaven a Wil Wheaton i no sobre si mateix.
Han estat publicades dues recopilacions de missatges del fòrum titulades Boxer Shorts i Boxer Shorts Redux.
Wil Wheaton contribueix regularment a la comunitat blogera de Los Angeles, i s'ha convertit en el destacat Geek editor per SuicideGirls Newswire. Tenia una columna mensual titulada Wil Save en la revista Dungeons & Dragons, que va deixar d'escriure al maig de l'any 2005. Des de gener de 2005 a octubre de 2006, Wheaton va escriure una columna per The Onion AV Club sobre els primers videojocs titulada Games of Our Lives. El 12 de desembre de 2008 va tornar al seu paper com a Geek editor, i les seves editorials es publiquen el segon dimecres de cada mes.

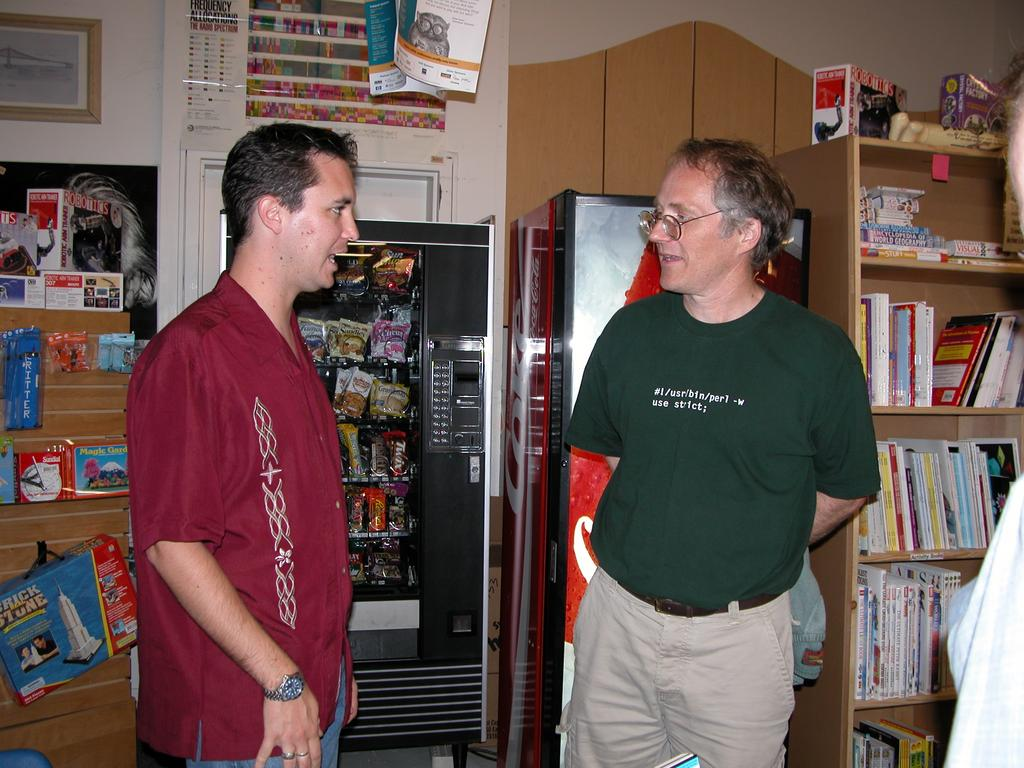
Wil Wheaton (esquerra) amb Tim O'Reilly en la sessió de signatures de Dancing Barefoot en Powell's, Portland, Oregon (2003).

La primavera de l'any 2003, Wil Wheaton va fundar l'editorial independent Monolith Press i va publicar una biografia titulada Dancing Barefoot. Monolith Press va ser fundada amb el propòsit que la publicació no estigués limitada per la demanda del mercat. La majoria dels passatges de la seva biografia són versions ampliades de les entrades del seu blog. Dancing Barefoot va vendre tres edicions en quatre mesos.
L'hivern de l'any 2003, l'èxit del llibre va atreure l'atenció del publicista Tim O'Reilly, que va signar amb Wheaton un contracte de tres llibres. O'Reilly també va adquirir els drets de Dancing Barefoot i va publicar la biografia estesa de Wheaton, Just a Geek, l'estiu de 2004. Des de llavors Wheaton ha manifestat la seva decepció sobre la forma en què el llibre va ser promocionat, com si fos un llibre de Star Trek i no tant una biografia personal.
El tercer llibre de Wheaton, The Happiest Days of Our Lives va ser publicat l'any 2007. Va ser publicat amb llicència Creative Commons.
Amb la publicació de Sunken Treasure: Wil Wheaton's Hot Cocoa Box Sampler al febrer de 2009, Wheaton va decidir utilitzar un servei d'autopublicació en format físic i digital, que ha continuat amb les seves publicacions posteriors. Sunken Treasure conté diversos extractes de projectes diferents, incloent dos relats curts, un esbós de guió còmic i el diari de producció de Wheaton durant la seva participació a William's Tell i Ments Criminals. Posteriorment el diari de producció va ser publicat com un audiollibre.
El 2009 també va publicar Memories of the Future: Volume 1, una crítica humorística, així com un relat de Wheaton sobre les seves experiències i records en els primers tretze episodis de Star Trek: la Nova Generació.

### Política
Wil Wheaton es considera un llibertari i defensor de les llibertats. Al setembre de l'any 2006 Wheaton va deixar molt clares les seves posicions contra la política del president Bush amb un missatge en el seu bloc referent al debat al Congrés nord-americà sobre si era lícit permetre la tortura de terroristes. Al president Bush i als seus aliats republicans del congrés hauria de caure'ls la cara de vergonya.
En un article que Wheaton va escriure pel Salóo.com de 2005, The Real War on Christmas atacava a comentaristes com Bill O'Reilly i detallava les discussions que havia mantingut amb els seus pares conservadors sobre la situació política del moment. Els pares de Wheaton es van sentir molt ofesos per aquest article i Wil va escriure una extensa disculpa a la seva pàgina i també va posar una entrevista en la qual els seus pares donaven la seva versió del que havia passat.
El 24 d'agost de 2007 Wil Wheaton va participar en un intens debat en l'anual Penny Arcade Expo, que posteriorment va ser fet públic a internet. Wheaton va entaular una discussió pública i va insultar l'advocat Jack Thompson, un notori activista contra els videojocs i Hal Halpin, el president de la Entertainment Consumers Association (ECA). Gran part de la intervenció de Wheaton es va centrar al debat sobre la violència en els videojocs.
Durant les eleccions presidencials de l'any 2008 Wil Wheaton va donar suport a Barack Obama. i es va oposar a la Proposició 8, que prohibia els matrimonis homosexuals, considerant que solament servia per provocar odi i discriminació.

## Filmografia
| 1981      | A Long Way Home                                   | Telefilm                      |
| 1982      | CBS Afternoon Playhouse                           | Sèrie de televisió            |
| 1982      | The Secret of NIMH                                | Veu                           |
| 1983      | Hambone and Hillie                                |                               |
| 1983      | 13 Thirteenth Avenue                              | Telefilm                      |
| 1984      | The Buddy System                                  |                               |
| 1984      | El guerrer de les galàxies (The Last Starfighter) |                               |
| 1985      | Highway to Heaven                                 | TV Serie                      |
| 1986      | The Defiant Ones                                  | Telefilm                      |
| 1986      | Long Time Gone                                    | Telefilm                      |
| 1986      | Stand by Me                                       |                               |
| 1986      | St. Elsewhere                                     | Telefilm                      |
| 1987      | Walt Disney's Wonderful World of Color            | TV Serie                      |
| 1987      | Family Ties                                       | Sèrie de televisió            |
| 1987      | The Curse                                         |                               |
| 1987      | The Man Who Fell to Earth                         | Telefilm                      |
| 1989      | ABC Afterschool Specials                          | Sèrie de televisió            |
| 1990      | Monsters                                          | Sèrie de televisió            |
| 1991      | Soldats de joguina (Toy Soldiers)                 |                               |
| 1991      | The Last Prostitute                               | Telefilm                      |
| 1991      | December                                          |                               |
| 1992      | Lifestories: Families in Crisis                   | Sèrie de televisió            |
| 1993      | The Legend of Prince Valiant                      | Sèrie de televisió            |
| 1993      | Tales from the Crypt                              | Sèrie de televisió            |
| 1993      | The Liars' Club                                   |                               |
| 1987-1994 | Star Trek: The Next Generation                    | Sèrie de televisió            |
| 1994      | Sirens                                            | Sèrie de televisió            |
| 1995      | Mr. Stitch                                        | Telefilm                      |
| 1995      | It Was Him or Us                                  | Telefilm                      |
| 1996      | Pie in the Sky                                    |                               |
| 1996      | Más allá del límite                               | Sèrie de televisió            |
| 1996      | Boys Night Out                                    | Curt                          |
| 1997      | Gun                                               | Sèrie de televisió            |
| 1997      | Perversions of Science                            | Sèrie de televisió            |
| 1997      | Flubber                                           |                               |
| 1997      | Tales of Glamour and Excess                       |                               |
| 1998      | The Day Lincoln Was Shot                          | Telefilm                      |
| 1998      | Love Boat: The Next Wave                          | Sèrie de televisió            |
| 1998      | Fag Hag                                           |                               |
| 1998      | Diagnosis Murder                                  | Sèrie de televisió            |
| 1999      | Guys Like Us                                      | Sèrie de televisió            |
| 1999      | Foreign Correspondents                            |                               |
| 1999      | Chicken Soup for the Soul                         | Sèrie de televisió            |
| 2000      | The Girls' Room                                   |                               |
| 2000      | Deep Core                                         |                               |
| 2000      | Python                                            | Telefilm                      |
| 2001      | The Invisible Man                                 | Sèrie de televisió            |
| 2001      | Una segunda oportunidad                           | Sèrie de televisió            |
| 2001      | Speechless...                                     | Curt                          |
| 2001      | The Good Things                                   | Curt                          |
| 2002      | Jane White Is Sick & Twisted                      |                               |
| 2002      | Biography                                         | Sèrie de televisió Documental |
| 2002      | Fish Don't Blink                                  |                               |
| 2002      | Arena                                             | Sèrie de televisió            |
| 2002      | The Zeta Project                                  | Sèrie de televisió            |
| 2002      | Star Trek: Nemesis                                |                               |
| 2003      | Neverland                                         |                               |
| 2004      | Every Little Something by Dave                    | Video (veu)                   |
| 2004      | Grand Theft Auto: San Andreas                     | Videojoc (veu)                |
| 2004      | EverQuest II                                      | Videojoc (veu)                |
| 2004      | Ghost Recon 2                                     | Videojoc (veu)                |
| 2005      | Ghost Recon Advanced Warfighter                   | Videojoc (veu)                |
| 2005      | Super Robot Monkey Team Hyperforce Go!            | Sèrie de televisió            |
| 2005      | CSI: Crime Scene Investigation                    | Sèrie de televisió            |
| 2005      | Rainbow Six: Lockdown                             | Videojoc (veu)                |
| 2003-2005 | Teen Titans                                       | Sèrie de televisió            |
| 2005      | Grand Theft Auto: Liberty City Stories            | Videojoc (veu)                |
| 2006      | Grand Theft Auto: Vice City Stories               | Videojoc (veu)                |
| 2006      | Avatar: The Last Airbender                        | Sèrie de televisió            |
| 2006      | Naruto                                            | Sèrie de televisió            |
| 2007      | Random! Cartoons                                  | Sèrie de televisió            |
| 2007      | Tom Clancy's Ghost Recon: Advanced Warfighter 2   | Videojoc (veu)                |
| 2007      | Americanizing Shelley                             |                               |
| 2007      | PvP: The Animated Series                          | Sèrie de televisió            |
| 2007      | Naruto Shippûden: The Movie                       |                               |
| 2007      | Numb3rs                                           | Sèrie de televisió            |
| 2007-2008 | Legion of Super Heroes                            | Sèrie de televisió            |
| 2008      | Grand Theft Auto IV                               | Videojoc (veu)                |
| 2008      | Criminal Minds                                    | Sèrie de televisió            |
| 2009      | Star Trek                                         |                               |
| 2009      | Kurokami: The Animation                           | Sèrie de televisió            |
| 2009      | Brütal Legend                                     | Videojoc (veu)                |
| 2009      | Ben 10: Alien Force - Vilgax Attacks              | Videojoc (veu)                |
| 2008-2009 | Ben 10: Alien Force                               | Sèrie de televisió            |
| 2009-2010 | Family Guy                                        | Sèrie de televisió            |
| 2009-2010 | Batman: The Brave and the Bold                    | Sèrie de televisió            |
| 2010      | Loki and SageKing Go to GenCon                    | Curt                          |
| 2010      | Fallout: New Vegas                                | Videojoc (veu)                |
| 2010      | Robot Astronomy Talk Show                         | Sèrie de televisió Curt       |
| 2011      | DC Universe Online                                | Videojoc (veu)                |
| 2009-2011 | The Guild                                         | Sèrie de televisió            |
| 2009-2012 | Leverage                                          | Sèrie de televisió            |
| 2011-2012 | RedaKai                                           | Sèrie de televisió            |
| 2010-2012 | Ben 10: Ultimate Alien                            | Sèrie de televisió            |
| 2010-2012 | Eureka                                            | Sèrie de televisió            |
| 2012-2013 | Generator Rex                                     | Sèrie de televisió            |
| 2014      | Broken Age                                        | Videojoc (veu)                |
| 2014      | Ben 10: Omniverse                                 | Sèrie de televisió            |
| 2009-2014 | The Big Bang Theory                               | Sèrie de televisió            |